# Корф, Анатолий Фёдорович
Барон Анатолий Фёдорович Корф (1842—1917) — русский судебный деятель, сенатор, член Государственного совета по назначению.

## Биография
Православный. Родился 10 (22) ноября 1842. Происходил из старинного дворянского рода. Недвижимости не имел.
По окончании Императорского училища правоведения в 1862 году был определен на службу в канцелярию 1-го департамента, а затем — 5-го департамента Сената. В 1864 году был переведен в канцелярию главного выкупного учреждения, а в 1866 году — в ведомство Министерства юстиции. В 1867 году был назначен товарищем председателя Санкт-Петербургской палаты уголовного суда, а в следующем году переведен на ту же должность в палату уголовного и гражданского суда. В 1869 году был назначен подольским губернским прокурором и утвержден в звании директора Каменец-Подольского попечительного о тюрьмах комитета. В 1871 году был назначен чиновником за обер-прокурорский стол 2-го отделения 5-го департамента Сената, где занимался упразднением уездных судов и их ревизией в Подольской губернии.
В 1874 году был назначен товарищем председателя Ярославского окружного суда. В том же году был избран почетным гражданином Каменца-Подольского. В 1875 году был назначен председателем Тамбовского окружного суда, в 1883 году — председателем департамента Виленской судебной палаты и, наконец, в 1889 году — старшим председателем Одесской судебной палаты. 2 февраля 1894 году барону Корфу повелено было присутствовать в Сенате с производством в тайный советники. С 1899 года он состоял членом Совета Человеколюбивого общества. В 1907—1909 годах был также членом Верховного уголовного суда. В 1909 году был назначен присутствовать в соединенном присутствии 1-го и кассационного департаментов Сената.
1 января 1910 года пожалован в действительные тайные советники и назначен членом Государственного совета. Входил в правую группу. Состоял членом комиссий законодательных предположений, а также внутреннего распорядка и личного состава. Неоднократно избирался в особые комиссии для обсуждения законопроектов и согласительные комиссии по ним.
Скончался в ночь на 28 января 1917 года. Похоронен в Александро-Невской лавре.

## Награды
- Орден Святого Станислава 2-й степени с короной (1868)
- Орден Святой Анны 2-й ст. (1871)
- Орден Святого Станислава 1-й ст. (1885)
- Орден Святой Анны 1-й ст. (1889)
- Орден Святого Владимира 2-й ст. (1893)
- Орден Белого Орла (1900)
- Орден Святого Александра Невского (1 января 1907)
- бриллиантовые знаки к ордену Св. Александра Невского (11 мая 1912)

## Семья
Был женат на баронессе Ольге Александровне Фредерикс. Их дети:
- Александр (1885—1911)[1]
- Елизавета (1886)
- Ольга (1887)
- Павел (1894)